# Colibrí d'ales safir
El colibrí d'ales safir (Pterophanes cyanopterus) és una espècie d'ocell de la subfamília dels lesbins (Lesbiinae) dins la família dels troquílids (Trochilidae) i única espècie del gènere Pterophanes (Gould, 1849).

## Hàbitat i distribució
Habita selva de zones andines del nord, centre i sud de Colòmbia, Equador, Perú i nord de Bolívia.